# 横浜地方気象台
横浜地方気象台（よこはまちほうきしょうだい）は、神奈川県横浜市中区山手町に所在する地方気象台である。関東大震災後の1927年に竣工したアール・デコ建築の本庁舎は、現存する日本の気象台建築として3番目に古い歴史を持つ。

## 歴史
1896年（明治29年）8月1日、現在の中区海岸通に神奈川県測候所が業務開始。1923年（大正12年）9月1日の関東大震災で焼失したあとは11月より仮庁舎で業務を再開したが、1927年（昭和2年）11月に山手の丘陵地のアメリカ海軍病院跡地に建設された本庁舎に移転した。1939年、文部省令により国営に移管され、名称が横浜測候所に改められる。1943年には所轄官庁が文部省から運輸通信省に移管される。1957年、官制改正によって横浜地方気象台になった。
2002年度に日立建設設計による耐震診断が行われ、建物の保存に向けた検討がなされた。2004年に簡易公募型プロポーザル方式で設計者の選定が行われ、安藤忠雄建築研究所に決定。2007年に新たな第2庁舎が完成し、2009年に既存の本庁舎の改修が竣工した。
本庁舎およびブラフ積みの擁壁は、2005年11月1日に横浜市の有形文化財に指定された。

## 建築
1927年竣工の本庁舎は鉄筋コンクリート構造地下1階・地上3階建てで、大正末期から昭和初期にかけて流行したアール・デコ建築である。屋根は陸屋根でアスファルト防水。外壁はモルタル刷毛引き吹付け仕上げで、腰壁と玄関周りは富国石白丁場張り、その他は白色人造石洗い出し仕上げとしている。全体の外観は縦のラインと塔屋部の横のラインを強調したシンプルな意匠で、装飾は玄関周りに集中する。南西側の玄関ポーチに45度の角度を付けて玄関扉があり、その左右に小さな受付窓がある。
竣工時点では1階に事務室・所長室、受付、宿直室、小使室、湯沸場、便所・洗面室が配置されていた。2階は図書室兼会議室、晴雨計室、無線電信室、応接室、控室、洗面所からなる。地下には地震計室、時計室、暗室、蓄電池室、作業室、予備室、倉庫、浴室・脱衣室が置かれ、地下室周囲にはドライフロアが設けられている。玄関ホール左奥の階段の踏み面は木の一枚板で、曲線を付けた木製の手すりと、玄関柱のデザインに通じる幾何学的な意匠を施した親柱が優しい印象をもたらす。手すりの腰金物は図面や写真などから、アルミ鋳物で再現された。
第2庁舎は、外壁の色合いや縦長の窓の形状などに本庁舎との調和を持たせた。敷地外周は、古くからの山手地区に多くみられたブラフ積みの擁壁で囲まれている。住民からの意見を募ったところ残してほしいとの声が寄せられたこともあり、増改築の際に補強し保存された。第2庁舎の基礎工事の際には旧アメリカ海軍病院の井戸の遺構が発見され、井戸の上部が前庭に展示されている。井戸の本体は、第2庁舎の地下で水が湧き続けている。
みなとみらい線元町・中華街駅からアメリカ山公園を経由して徒歩7分ほど、神奈中バス11系統、横浜市営バス20系統・あかいくつでいずれも港の見える丘公園バス停から徒歩3分ほどのところにある。

## 業務と観測設備
東京管区気象台の管轄下にあり、神奈川県内の地上気象観測、地域気象観測（アメダス）、生物季節観測からなる気象観測業務、予報業務、地震情報・防災・広報業務を行っている。神戸地方気象台（神戸港）、名古屋地方気象台（名古屋港）とともに、港湾気象官が配置された地方気象台の一つである。
標高39.1mの丘陵地帯に立地し、気温・湿度・気圧・降水量・日照・積雪などは屋外の露場で観測される。天気予報番組等で提供される横浜の気温や積雪などは、ここで観測された数値が公表される。地震計は湿気や、建物から伝わる振動を嫌うため、地下の地震計室の扉や窓は二重にして気密性を高めるとともに内側の扉は吊り下げ式としている。計器設置部の床面は、建物から5cmほど離した独立した基礎上にある。玄関ホールにある阿部式時計はすでに動かないが、竣工当時には塔屋の時計と連動する仕組みであったことが改築時の調査で明らかになった。雲の形状など肉眼での観測も行われたことから、屋上も重要な観測場所となった。
生物季節観測に用いる桜（ソメイヨシノ）の標本木は、2014年に近隣の元町公園内の老木から気象台敷地内の若い桜の木に交代した。5～6輪咲くと横浜の桜の「開花宣言」、8分咲きになると「満開」が宣言される。

### 管内の観測網
本気象台の管轄となる神奈川県には10か所のアメダスの他、箱根の火山地帯や、県西部の東海地震対策強化地域を有しており、これらに対する地震観測網等も整備されている。
- アメダス（10か所。※印は気温・雨量・風向風速・日照時間、他は雨量のみ） - 三浦※・辻堂※・海老名※・小田原※・日吉・平塚・相模原中央・相模湖・丹沢湖・箱根
- 震度観測点（9か所） - 横浜市中区山手町、川崎市中原区小杉御殿町、横須賀市光の丘、茅ヶ崎市茅ヶ崎、相模原市中央区中央、相模原市緑区若柳、秦野市曽屋、小田原市久野、湯河原町中央
- 津波観測点（2か所） - 三浦市三崎漁港、小田原
- 地殻ひずみ観測点（5か所） - 横浜川和、横須賀馬堀、三浦三崎、秦野菩提、湯河原鍛冶屋
- 火山観測点 - 箱根町内に6か所